# Lhok Aman
Lhok Aman is een bestuurslaag in het regentschap Aceh Selatan van de provincie Atjeh, Indonesië. Lhok Aman telt 959 inwoners (volkstelling 2010).